# Pan Zhanle
Pan Zhanle (n. 4 august 2004, Wenzhou, Republica Populară Chineză) este un înotător chinez, medaliat olimpic. A participat la o ediție a Jocurilor Olimpice (2024) în care a câștigat o medalie de aur.